# ياسوتارو ماتسوكي
ياسوتارو ماتسوكي (باليابانية: 松木 安太郎) (28 نوفمبر 1957 في تشوأو في اليابان – )؛ هو لاعب كرة قدم ياباني سابق كان يلعب كمدافع. سبق له أن لعب مع منتخب اليابان.

## وصلات خارجية
- ياسوتارو ماتسوكي على موقع ناشيونال فوتبول تيمز (الإنجليزية)
- ياسوتارو ماتسوكي على موقع عالم كرة القدم.نت (الإنجليزية)

- National Football Teams
- Japan National Football Team Database